# Pronuncia
La pronuncia (o pronunzia) è il modo in cui un linguaggio è parlato, oppure il modo in cui qualcuno dice una parola.
Una parola può essere pronunciata in modo diverso dai vari individui o gruppi a seconda di molti fattori, come ad esempio la durata dell'esposizione culturale dell'individuo o degli individui, la loro posizione, i disturbi del linguaggio o della fonazione, il gruppo etnico e anche la classe sociale e l'educazione.

## Terminologia linguistica

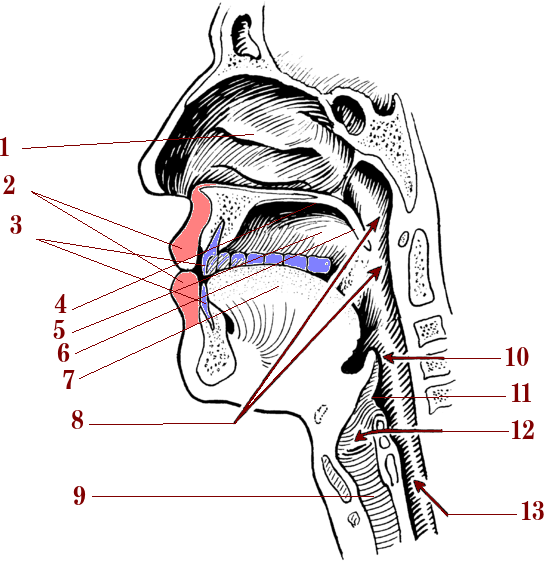
Parti della testa, della bocca e del collo usate nella pronuncia

Le sillabe sono considerate come unità di suono (fono) nel momento in cui sono usati in ciascuna lingua. Il ramo della linguistica che studia queste unità di suono è la fonetica. I foni che svolgono lo stesso ruolo sono raggruppati in classi chiamate globalmente come fonema. Lo studio di questi fonemi è rappresentato dalla fonologia. I foni e i fonemi sono solitamente descritti attraverso l'Alfabeto fonetico internazionale o IPA.